# Alistair MacLean
Alistair MacLean (21. dubna 1922 – 2. února 1987 skotskou gaelštinou Alasdair MacGill-Eain) byl britský spisovatel.

## Život
Narodil se v Glasgow roku 1922 jako syn ministra, který se učil angličtinu jako druhý jazyk, jeho mateřštinou byla totiž skotská galština. Velkou část svého dětství strávil v Daviotu, nedaleko Inverness. Připojil se ke Královskému loďstvu v roce 1941, válčil v druhé světové válce jako torpédový střelec, byl Japonci zajat a mučen. Po válce, studoval angličtinu na univerzitě v Glasgow, promoval v roce 1953, a stal se učitelem.
Ve volných chvílích MacLean psal povídky. Vyhrál soutěž v roce 1954 s námořním příběhem Dileas. Nakladatelství Collins žádalo o román a on odpověděl s H.M.S. Ulysses, založeném na jeho vlastních válečných zážitcích. Byl to velký úspěch a MacLean se zanedlouho mohl věnovat pouze psaní.
Na začátku šedesátých let Alistair MacLean vydal dva romány pod pseudonymem „Ian Stuart“ aby dokázal, že popularita jeho knih byla způsobená jejich obsahem a ne jménem na obalu. Knihy se prodávaly velmi dobře. Stal se natolik úspěšným, že se musel odstěhovat do Švýcarska jako daňový exulant. Řídil také hotel v Anglii.
MacLeanovy pozdější knihy nebyly příliš úspěšné. Také se stále potýkal s alkoholismem, který nakonec způsobil jeho smrt v Mnichově v roce 1987. Byl dvakrát ženatý a měl tři syny se svou první manželkou.
Jeho nejznámější díla, například Kam orli nelétají (anglicky Where Eagles Dare), byla i zfilmována.

### Romány

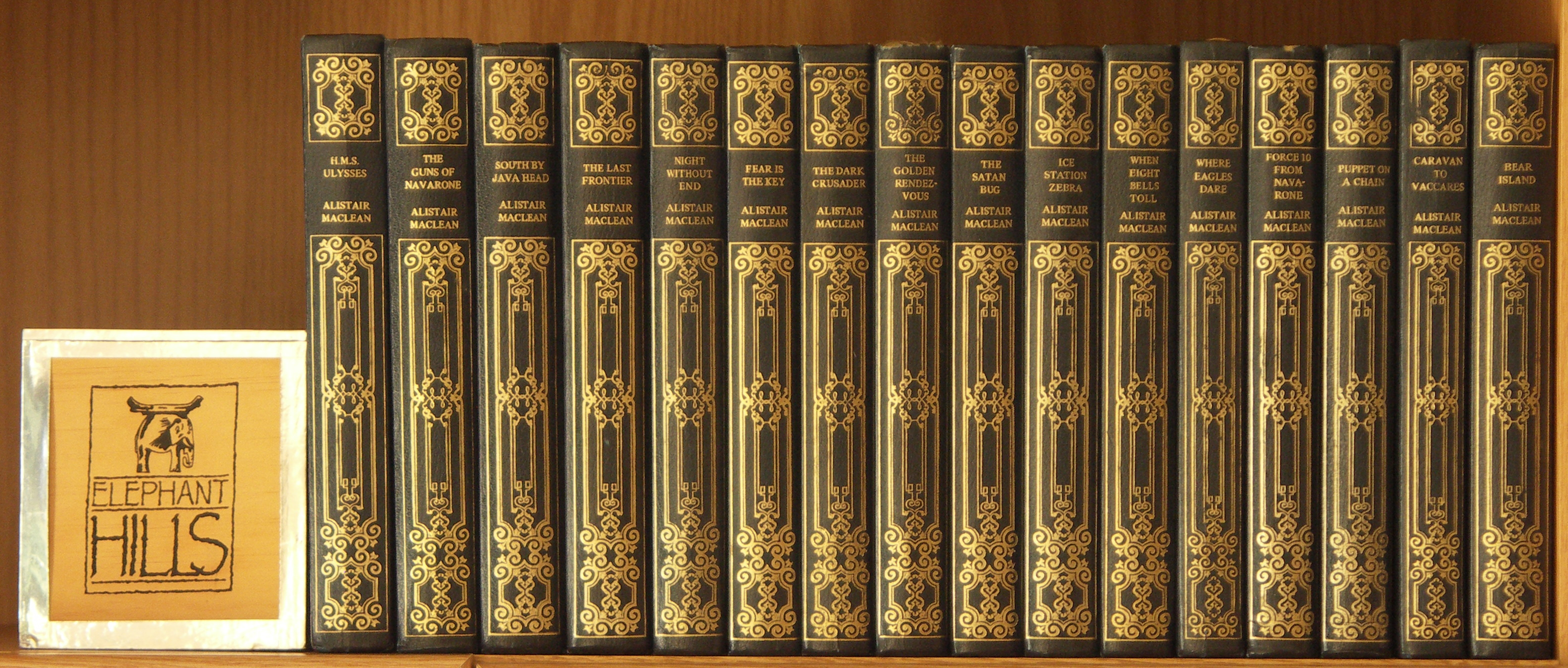
Kolekce MacLeanových knih z let 1955–1971 vydaných londýnským vydavatelstvím Heron Books

- Konvoj do Murmanska (HMS Ulysses, 1955)
- The Guns of Navarone (1957)
- Na jih k Jávě (South by Java Head, 1957)
- The Last Frontier (1959, v USA vyšlo jako The Secret Ways)
- Night Without End (1959)
- Fear is the Key (1961)
- The Dark Crusader (1961, v USA jako The Black Shrike pod pseudonymem Ian Stuart)
- The Golden Rendezvous (1962)
- The Satan Bug (1962, jako Ian Stuart)
- All about Lawrence of Arabia (1962) – literatura faktu
- Ice Station Zebra (1963)
- When Eight Bells Toll (1966)
- Where Eagles Dare (1967)
- Force 10 From Navarone (1968)
- Puppet on a Chain (1969)
- Caravan to Vaccarès (1970)
- Bear Island (1971)
- Alistair MacLean Introduces Scotland (1972) – literatura faktu
- Captain Cook (1972) – literatura faktu
- The Way to Dusty Death (1973)
- Breakheart Pass (1974)
- Circus (1975)
- The Golden Gate (1976)
- Seawitch (1977)
- Goodbye California (1978)
- Athabasca (1980)
- River of Death (1981)
- Partisans (1982)
- Floodgate (1983)
- San Andreas (1984)
- The Lonely Sea (1985) – sbírka povídek
- Santorini (1986)